# Булибули

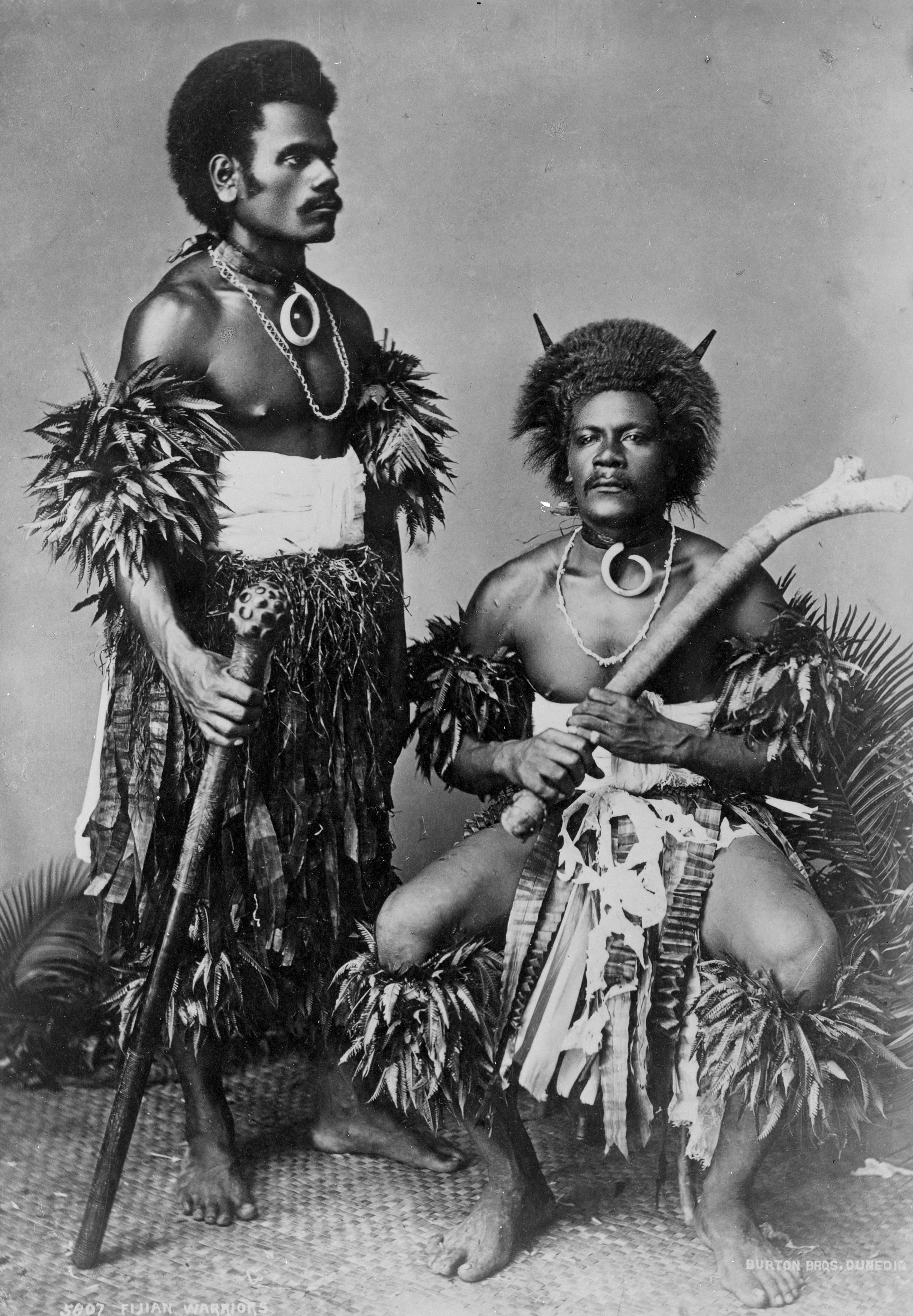
Фиджийские воины. Воен слева, держит в руках булибули

Булибули (фидж. Bulibuli) — боевая и тренировочная палица, короткодревковое ударно-дробящее холодное оружие племен острова Фиджи.

## Описание
Булибули представляет собой дубинку из дерева, длиной от 50 см и до 100 см. Состоит из круглой расширяющейся рукояти и ударно-боевой части в виде утолщения в форме шара. Встречаются палицы, где навершье делится на нескольких секций, снабжено круглыми выступами, похожими на пуговицы или шипами предназначенными для усиления эффекта удара.
Заостренная к низу рукоять в старые времена оставлялась гладкой, на более современных образцах рукоять украшалась орнаментами, вставками (ракушки) и т.д. Встречаются булибули в рукояти которых проделывают отверстия для шнурка.
Булибули используется этническими группами островов Фиджи не только как оружие, но и как символ статуса его владельца.